# Protantigius superans
Protantigius superans är en fjärilsart som beskrevs av Charles Oberthür 1913. Protantigius superans ingår i släktet Protantigius och familjen juvelvingar. Inga underarter finns listade i Catalogue of Life.